# 1157 Arabia
1157 Arabia è un asteroide della fascia principale. Scoperto nel 1929, presenta un'orbita caratterizzata da un semiasse maggiore pari a 3,1826567 UA e da un'eccentricità di 0,1435333, inclinata di 9,54001° rispetto all'eclittica.
Il suo nome fa riferimento alla penisola araba.